# Zog nit kejn mol

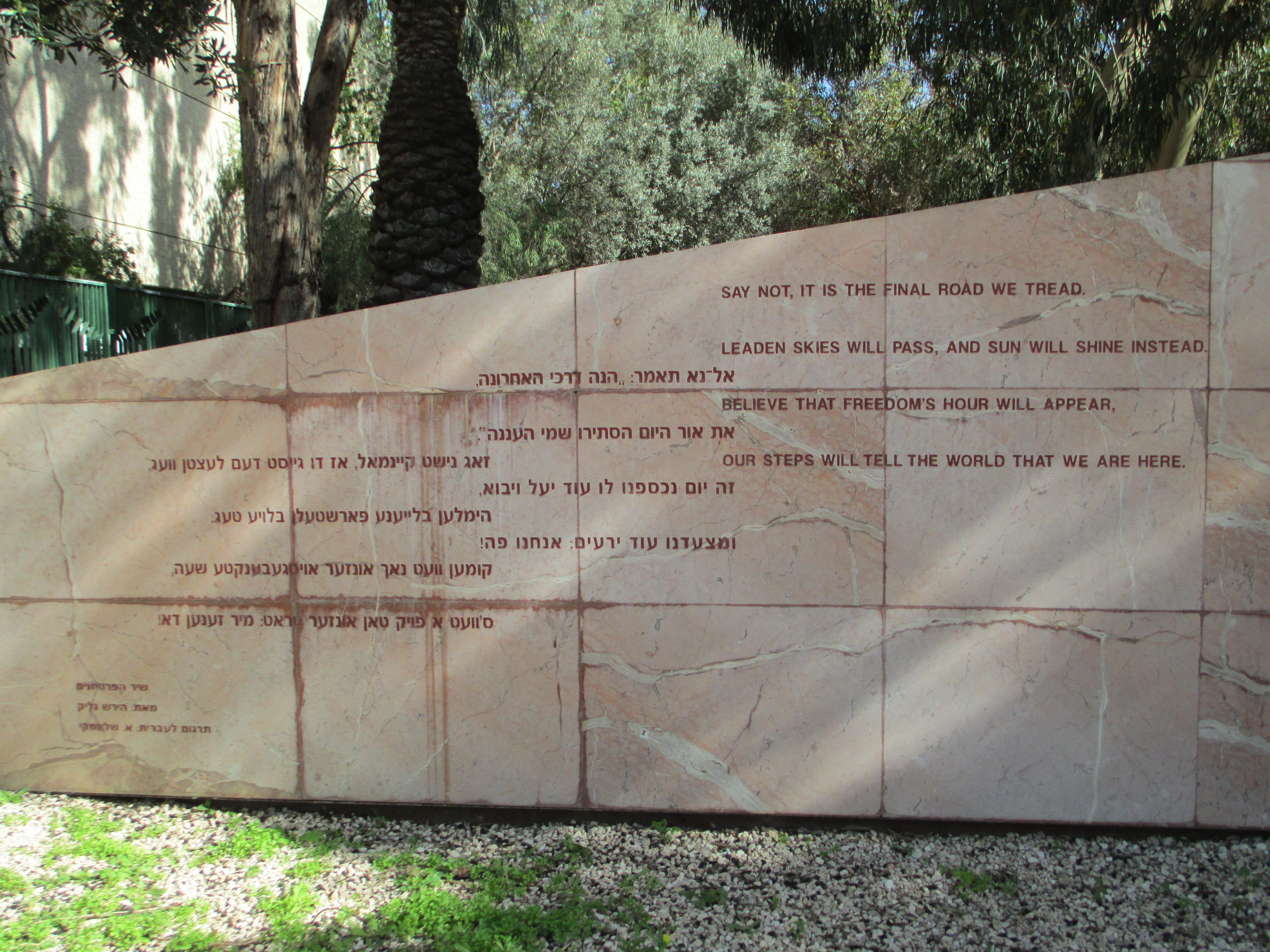
Fragment pieśni na pomniku żydowskich partyzantów w Giwatajim w Izraelu

Zog nit kejn mol (jidysz: זאָג ניט קיין מאָל) – pieśń żydowskich partyzantów, jeden z głównych hymnów ocalonych z Holocaustu, śpiewany na uroczystościach upamiętniających ofiary na całym świecie. 
Tekst napisał w 1943 roku Hirsz Glik, żydowski poeta i partyzant, więzień wileńskiego getta, na wieść o wybuchu powstania w getcie warszawskim. Podczas II wojny światowej utwór został przyjęty przez grupy żydowskich partyzantów działające w Europie Wschodniej, stając się symbolem oporu wobec prześladowań Żydów przez III Rzeszę. Pieśń wykorzystuje melodię skomponowaną przez Dmitriego i Daniela Pokrasowów w roku 1937.

## Słowa
|  | Tekst oryginalny w jidysz זאָג ניט קיין מאָל, אַז דו גייסט דעם לעצטן וועג, כאָטש הימלען בלײַענע פֿאַרשטעלן בלויע טעג. קומען וועט נאָך אונדזער אויסגעבענקטע שעה – ס׳וועט אַ פּויק טאָן אונדזער טראָט: מיר זײַנען דאָ! פֿון גרינעם פּאַלמענלאַנד ביז ווײַסן לאַנד פֿון שניי, מיר קומען אָן מיט אונדזער פּײַן, מיט אונדזער וויי, און וווּ געפֿאַלן ס׳איז אַ שפּריץ פֿון אונדזער בלוט, שפּראָצן וועט דאָרט אונדזער גבֿורה, אונדזער מוט! ס׳וועט די מאָרגנזון באַגילדן אונדז דעם הײַנט, און דער נעכטן וועט פֿאַרשווינדן מיט דעם פֿײַנט, נאָר אויב פֿאַרזאַמען וועט די זון אין דער קאַיאָר – ווי אַ פּאַראָל זאָל גיין דאָס ליד פֿון דור צו דור. דאָס ליד געשריבן איז מיט בלוט, און ניט מיט בלײַ, ס׳איז ניט קיין לידל פֿון אַ פֿויגל אויף דער פֿרײַ, דאָס האָט אַ פֿאָלק צווישן פֿאַלנדיקע ווענט דאָס ליד געזונגען מיט נאַגאַנעס אין די הענט. טאָ זאָג ניט קיין מאָל, אַז דו גייסט דעם לעצטן וועג, כאָטש הימלען בלײַענע פֿאַרשטעלן בלויע טעג. קומען וועט נאָך אונדזער אויסגעבענקטע שעה – ס׳וועט אַ פּויק טאָן אונדזער טראָט: מיר זײַנען דאָ! |  | Tekst w jidysz – transliteracja Zog nit kejnmol, az du gejst dem lectn weg, himlen blajene farszteln bloje teg. kumen wet noch undzer ojsgebenkte szo, Es wet a pojk ton undzer trot: mir zajnen do! fun grinem palmenland biz wajsn land fun sznej, mir kumen on mit undzer pajn, mit undzer wej, un wu gefaln s'iz a szpric fun undzer blut, szprocn wet dort undzer gwure, undzer mut! Es wet di morgenzun bagildn undz dem hajnt, un der nechtn wet farszwindn mit dem fajnt, nor ojb farzamen wet di zun in der kajor – Wi a parol zol gejn dos lid fun dor cu dor. dos lid geszribn iz mit blut, un nit mit blaj, s'iz nit kejn lidl fun a fajgl ojf der fraj, dos hot a folk cwiszn falndike went dos lid gezungen mit naganes in di hent. to zog nit kejnmol, az du gejst dem lectn weg, himlen blajene farszteln bloje teg. kumen wet noch undzer ojsgebenkte szo – Es wet a pojk ton undzer trot: mir zajnen do! | Tekst polski (tłumaczenie: Mateusz Trzeciak) Nie mów, że już czas w ostatnią drogę iść, choć ołów nieba skrywa błękit naszych dni. Blisko już najdroższa z upragnionych chwil, po bruku krzykiem naszym dudni kroków rytm. Od kraju palm zielonych tam gdzie śnieg i lód, pójdziemy, niosąc naszą krzywdę, płacz i ból. Tam gdzie w ziemię czarną tryśnie nasza krew, tam nowy ducha i odwagi wzrośnie krzew. Poranne słońce znów rozświetli życia tok, wróg jak dzień wczorajszy wnet odejdzie w mrok, lecz jeśli przeszkód tama słońca wstrzyma bieg – niech pokoleniom przyszłym światło niesie pieśń. Nie, to nie ołów w pieśni dźwięczy – tętni krew, bojowy sygnał, nie beztroski ptaków śpiew. Zew przeszył miasto, armat zagłuszając huk, gdy na wezwanie z bronią w ręku stanął lud. Więc nie mów, że już czas w ostatnią drogę iść, choć ołów nieba skrywa błękit naszych dni. Blisko już najdroższa z upragnionych chwil, po bruku krzykiem naszym dudni kroków rytm. |